# Valet will ich dir geben
Valet will ich dir geben ist ein geistliches Lied mit einem Text von Valerius Herberger und einer Melodie von Melchior Teschner. Im Evangelischen Gesangbuch ist es unter der Nummer 523 abgedruckt, ebenfalls im Gesangbuch der Evangelischen Kirche A.B. in Rumänien unter der Nr. 374.

## Entstehung

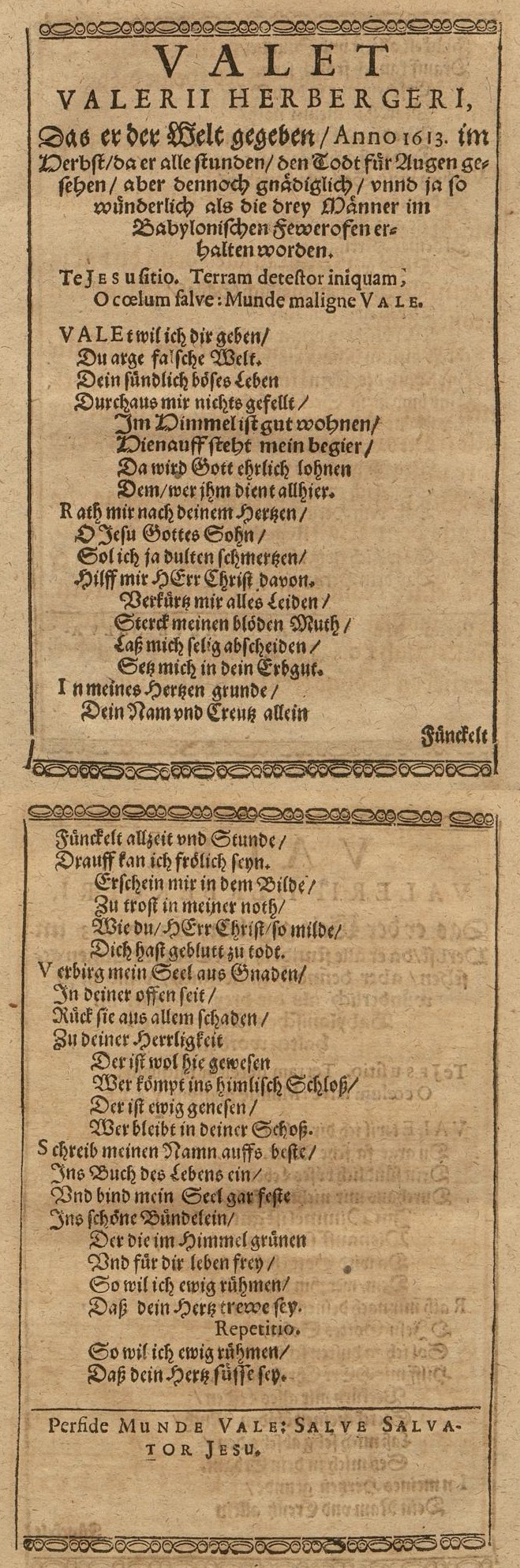
Valet will ich dir geben, Erstdruck 1614

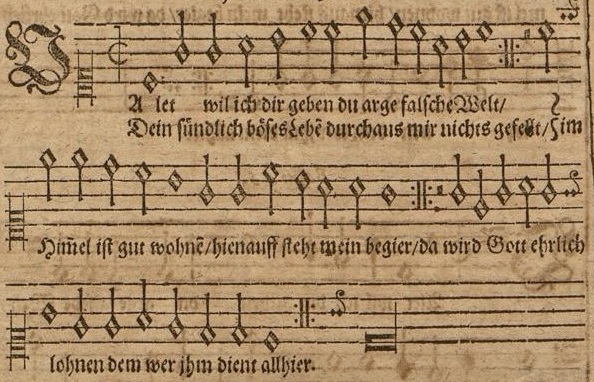
Erstdruck der Melodie, 1614

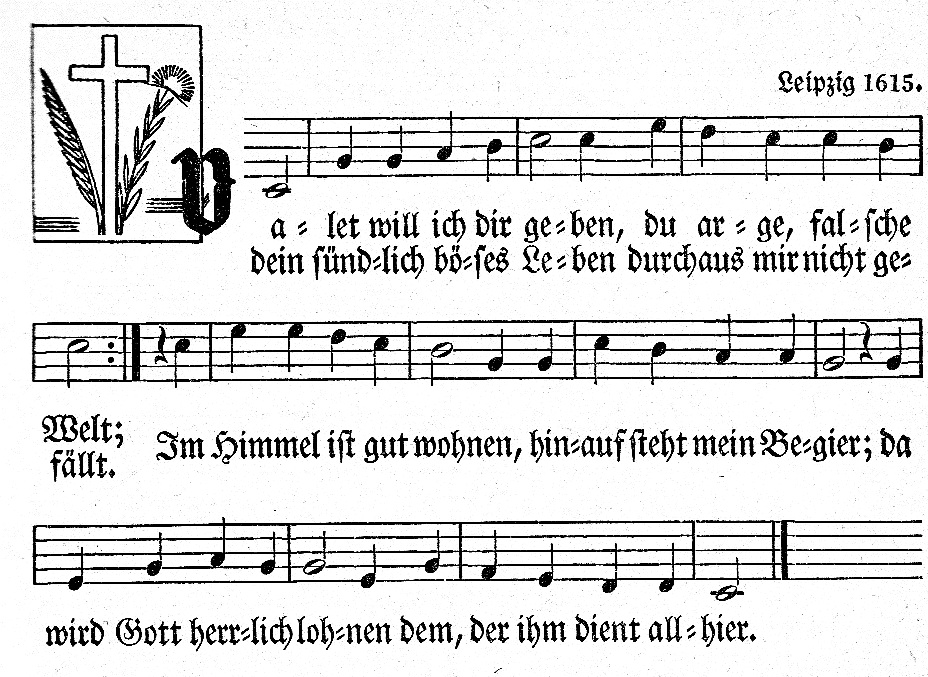
Melodie im Deutschen Evangelischen Gesangbuch 1915

Herberger dichtete die fünf Strophen vor dem Hintergrund einer Pestepidemie während seiner Amtszeit als Pfarrer in Fraustadt. Sie tragen den Titel:

„VALET VALERII HERBERGERI, das er der Welt gegeben / Anno 1613. im Herbst / da er alle stunden / den Todt für Augen getragen / aber dennoch gnädiglich / vnnd ja so wünderlich als die drey Männer im Babylonischen Fewerofen erhalten worden.“

Darauf folgt das lateinische Motto:

“TE JESU sitio. Terram detestor iniquam,
 O coelum salve: Munde maligne VALE.”

„Nach dir, Jesus, dürste ich. Die feindliche Welt verabscheue ich.
 O Himmel, sei gegrüßt. Böse Welt, leb wohl!“

Am Ende des Liedes steht:

“Perfide MUNDE VALE: SALVE SALVATOR JESU.”

„Treulose Welt, leb wohl; sei gegrüßt, Heiland Jesus!“

## Inhalt
Das Lied handelt vom Abschied vom irdischen Leben, von der Vorbereitung auf das Sterben und vom ewigen Leben. Ab der zweiten Strophe ist es eine Bitte an Jesus Christus um Trost im Todeskampf und Aufnahme ins Buch des Lebens durch seine Passion.
Der Beginn mit dem Wort „Valet“ (einem veralteten Abschiedsgruß von lateinisch valete „lebt wohl“) erklärt sich unter anderem damit, dass Herberger ein Akrostichon mit seinem Vornamen eingearbeitet hat. Die ersten vier Buchstaben des ersten Wortes ergeben zusammen mit dem jeweils ersten Buchstaben der weiteren Strophen den Namen ValeRIVS.

## Text
Valet will ich dir geben,

du arge, falsche Welt;

dein sündlich böses Leben

durchaus mir nicht gefällt.

Im Himmel ist gut wohnen,

hinauf steht mein Begier,

da wird Gott herrlich lohnen

dem, der ihm dient allhier.

Rat mir nach deinem Herzen,

o Jesu, Gottes Sohn.

Soll ich ja dulden Schmerzen,

hilf mir, Herr Christ, davon;

verkürz mir alles Leiden,

stärk meinen schwachen Mut,

lass mich selig abscheiden,

setz mich in dein Erbgut.

In meines Herzens Grunde

dein Nam und Kreuz allein

funkelt all Zeit und Stunde,

drauf kann ich fröhlich sein.

Erschein mir in dem Bilde

zu Trost in meiner Not,

wie du, Herr Christ, so milde,

dich hast geblut´ zu Tod.

Verbirg mein Seel aus Gnaden

in deiner offnen Seit,

rück sie aus allem Schaden

zu deiner Herrlichkeit.

Der ist wohl hier gewesen,

wer kommt ins himmlisch Schloss;

der ist ewig genesen,

wer bleibt in deinem Schoß.

Schreib meinen Nam aufs Beste

ins Buch des Lebens ein

und bind mein Seel gar feste

ins schöne Bündelein

der´, die im Himmel grünen

und vor dir leben frei,

so will ich ewig rühmen,

dass dein Herz treue sei.

## Melodie
Herbergers Text ist bereits im Erstdruck 1614 mit der Melodie von Melchior Teschner verbunden. Das verbreitete Strophenschema erlaubte auch die Verwendung anderer Melodien wie O Haupt voll Blut und Wunden, Befiehl du deine Wege oder Wie soll ich dich empfangen. Teschners Melodie wird im Evangelischen Gesangbuch auch für Lass mich dein sein und bleiben (Nr. 157) und Der du in Todesnächten (Nr. 257), im katholischen Gotteslob für Du hast, o Herr, dein Leben (Nr. 185), Den Herren will ich loben (Nr. 395) und Den Engel lasst uns preisen (Nr. 540) verwendet.
Charakteristisch für die Melodie ist der Anfangsaufstieg von der Tonika bis zur Oberterz und der zeilenweise Abstieg in der zweiten Strophenhälfte. Mit dem Tonumfang einer Dezime übertrifft sie die meisten Gemeindelieder und wurde in den neueren Gesangbuchausgaben mehrfach herabtransponiert (Deutsches Evangelisches Gesangbuch C-Dur, Evangelisches Kirchengesangbuch, Evangelisches Gesangbuch und Gotteslob 1975 B-Dur, Gotteslob 2013 A-Dur).
Die Melodie ist in zwei geringfügig verschiedenen Varianten gebräuchlich. Teschners Originalversion haben u. a. das Deutsche Evangelische Kirchen-Gesangbuch (1854), das Evangelische Kirchengesangbuch (1950) und das Evangelische Gesangbuch (1993). Eine Version mit zwei abweichenden Tönen haben u. a. das Deutsche Evangelische Gesangbuch (1915) und das Gotteslob (2013).

## Bearbeitungen
Johann Sebastian Bach komponierte – wahrscheinlich in seiner Arnstädter Zeit – für die Orgel die Fantasia super „Valet will ich dir geben“ (BWV 735) und das Choralvorspiel „Valet will ich dir geben“ (BWV 736). Als Vokalwerke schrieb er den vierstimmigen Choralsatz „Valet will ich dir geben“ (BVW 415) und verwendete Choralbearbeitungen des Liedes in seiner Kantate Christus, der ist mein Leben (BWV 95) sowie, mit dem Text der dritten Strophe, als Choral Nr. 26 der Johannespassion (BWV 245).
Weitere Bearbeitungen komponierten Naji Hakim, Anton Heiller, Georg Österreich, Max Reger, Georg Philipp Telemann (Kantate TWV 1:1458), Johannes Weyrauch und viele andere.